# Ubuntu MATE
Ubuntu MATE is een Linuxdistributie gebaseerd op Ubuntu. Hierbij wordt er in plaats van Unity standaard de desktopomgeving MATE geïnstalleerd. Ubuntu MATE is een erkende afgeleide van Ubuntu.
De eerste versie van Ubuntu MATE was 14.10. Deze versie werd niet officieel erkend door Canonical. Latere versies worden wel erkend.
Er worden drie processorarchitecturen ondersteund. De x86-versie is beschikbaar in 32 bit en 64 bit. Voor de Raspberry Pi is er ook een ARM-versie. Daarnaast is er ook een PowerPC-versie beschikbaar.